# إغناثيو سوسا
إغناثيو سوسا هو لاعب كرة قدم أوروغواياني، ولد في 31 أغسطس 2003.

## وصلات خارجية
- إغناثيو سوسا على موقع قاعدة بيانات كرة القدم.إي يو (الإنجليزية)
- إغناثيو سوسا على موقع Soccerway.com (الإنجليزية)
- إغناثيو سوسا على موقع عالم كرة القدم.نت (الإنجليزية)